# Lignères

Lignères este o comună în departamentul Orne, Franța. În 1 ianuarie 2022 avea o populație de 29 de locuitori.